# St. Johannes Nepomuk (Zvičina)

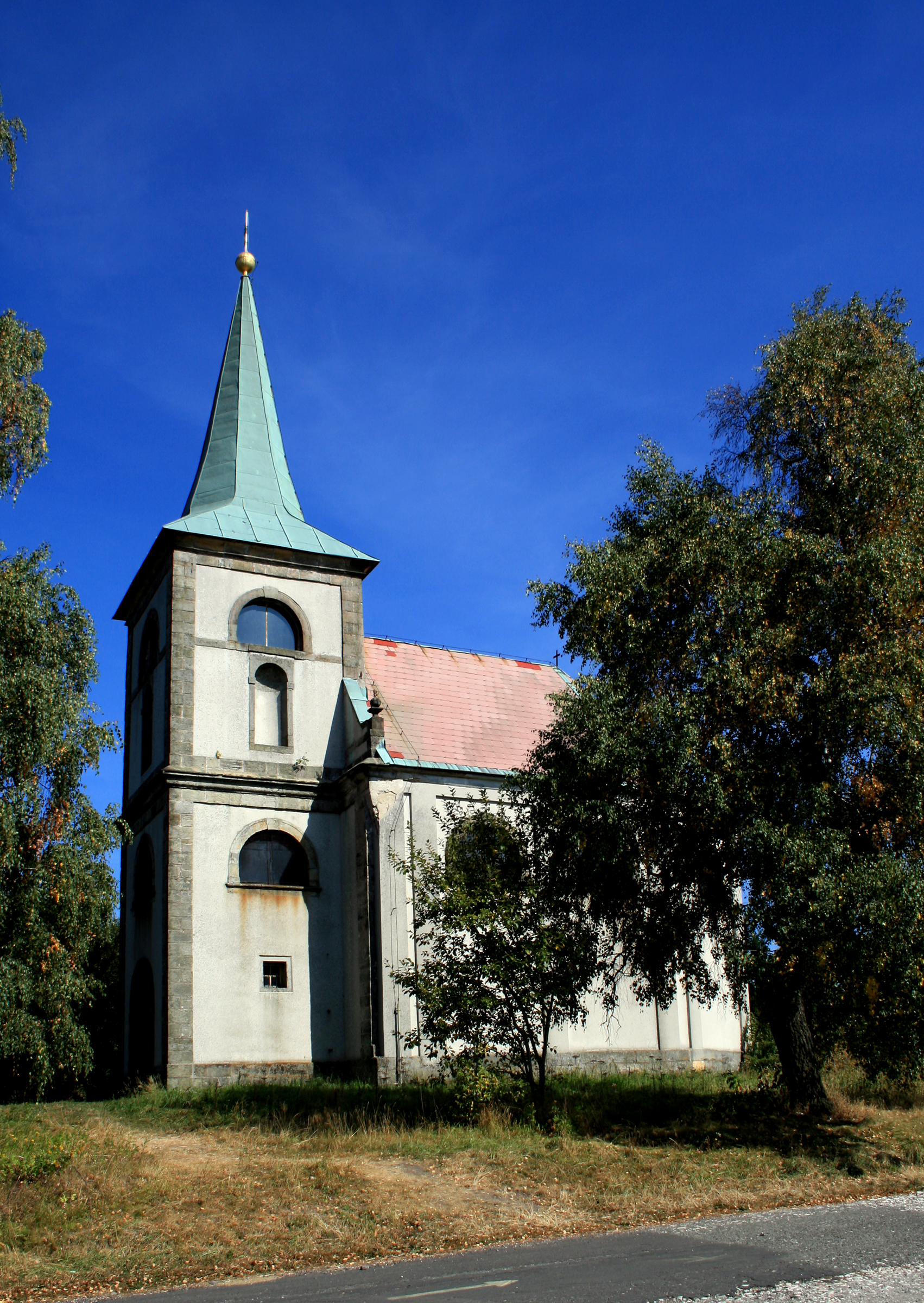
Johannes-Nepomuk-Kapelle auf dem Switschin

St. Johannes Nepomuk (tschechisch Kostel svatého Jana Nepomuckého) ist eine römisch-katholische Kapelle auf dem Berg Zvičina (deutsch Switschin) in Třebihošť im Okres Trutnov in Tschechien. Nahe der Kirche befindet sich ein Aussichtsturm.

## Geschichte
Auf dem 671 m hohen Switschin stand schon 1560 ein Gotteshaus. Die jetzige steinerne Kapelle wurde 1706 auf Veranlassung des Grafen Ferdinand Kotulinsky von Kotulin erbaut. Am 5. Juni 1873 brannten durch Blitzschlag Turm und Dach bis auf die Mauern ab. 1874 wurde das neue Dach aufgesetzt und das Gewölbe verankert. Erst 1877 konnte der Turm aufgebaut und am 19. September 1877 der erste Gottesdienst gehalten werden. Gottesdienste finden nur an den Festtagen der beiden Heiligen Johannes Nepomuk und Wenzel statt.

## Bauwerk
Die Kirche ist ein rechteckiger, orientierter Bau des Frühbarocks mit im Westen angebautem Turm. Das schiefergedeckte Kirchenschiff steht auf einem niederen Steinsockel und hat in der oberen Wandhälfte sechs halbkreisförmige Fenster. Im zweigeschossigen Turm befindet sich ein rundbogiger Eingang in die Vorhalle. Die Kirche hat ein Tonnengewölbe, das im Osten mit drei Seiten eines Achtecks abgeschlossen ist. Der Hauptaltar aus Sandstein steht auf einem hohen konkaven Sockel mit goldener Banddekoration, gebildet aus eingebogenen Volutenpfeilern, die mit ausgeschweiften Simsen verbunden sind. In der Nische befindet sich eine vollplastische Figurengruppe mit dem hl. Johannes Nepomuk, dem ein Engel von links das Kreuz zeigt. An den Seiten befinden sich polychrome Figuren der sechs Heiligen Papst Johannes I., Johannes Capistran, Johannes von Gott, hl. Iwan, Johannes Chrysostomus und Johannes Cantius. Die Figuren sind Barockarbeiten von etwa 1750.